# Football aux Jeux de la Lusophonie de 2014
Navigation
Édition précédente Mozambique 2017
En 2014, la troisième édition du Football aux Jeux de la Lusophonie a eu lieu du 19 au 28 janvier 2014 dans l'état de  Goa en Inde.
Les rencontres sont joués dans le Tilak Maidan Stadium de la ville de Vasco da Gama (Goa) et le Fatorda Stadium de la ville de Margao.
La compétition a été organisée par la ACOLOP.
L'Inde remporte la compétition chez elle, qui est également une première pour le tournoi de football aux Jeux de la Lusophonie.

## Tournoi

### Phase de groupes

#### Groupe A

##### Classements et résultats
| Rang | Équipe    | J | V | N | D | BM | BE | DB  | Pts |
| ---- | --------- | - | - | - | - | -- | -- | --- | --- |
| 1    | Cap-Vert  | 2 | 2 | 0 | 0 | 10 | 0  | +10 | 6   |
| 2    | Sri Lanka | 2 | 1 | 0 | 1 | 2  | 3  | -1  | 3   |
| 3    | Macao     | 2 | 0 | 0 | 2 | 0  | 9  | -9  | 0   |

| 19 janvier 2014 | Sri Lanka    | 1 – 0 | Macao | Tilak Maidan Stadium, Vasco da Gama, Goa, Inde |
|                 | Rathnake 41e |       |       |                                                |

| 21 janvier 2014 | Sri Lanka          | 1 – 1 | Sao Tomé-et-Principe | Tilak Maidan Stadium, Vasco da Gama, Goa, Inde |  |
|                 | Johar M Zorwan 90e |       | 21e Bastos           |                                                |  |

| 23 janvier 2014 | Macao                   | 2 – 1 | Sao Tomé-et-Principe | Tilak Maidan Stadium, Vasco da Gama, Goa, Inde |  |
|                 | Choi Weng Hou 1re 90+3e |       | 56e Jorge Neto       |                                                |  |
|                 | (rapport)               |       |                      |                                                |  |

#### Groupe B

##### Classements et résultats
| Rang | Équipe     | J | V | N | D | BM | BE | DB | Pts |
| ---- | ---------- | - | - | - | - | -- | -- | -- | --- |
| 1    | Inde       | 2 | 1 | 0 | 1 | 2  | 2  | 0  | 3   |
| 2    | Mozambique | 2 | 1 | 0 | 1 | 2  | 2  | 0  | 3   |

| 20 janvier 2014 | Inde                                      | 2 – 1 | Mozambique           | Tilak Maidan Stadium, Vasco da Gama, Goa, Inde |  |
|                 | Umesh Harijan 56e · Mander Rao Dessai 60e |       | 86e Alexandre Guambe |                                                |  |
|                 | (rapport)                                 |       |                      |                                                |  |

| 22 janvier 2014 | Mozambique        | 1 – 0 | Inde | Tilak Maidan Stadium, Vasco da Gama, Goa, Inde |
|                 | Richard Costa 57e |       |      |                                                |
|                 | (rapport)         |       |      |                                                |

### Phase à élimination directe

#### Tableau finale
|  | Demi-finales                        | Demi-finales                        |          |   | Finale                              | Finale                              |
|  | Demi-finales                        | Demi-finales                        |          |   | Finale                              | Finale                              |
|  |                                     |                                     |          |   |                                     |                                     |
|  | 26 janvier, Fatorda Stadium, Margao | 26 janvier, Fatorda Stadium, Margao |          |   | 28 janvier, Fatorda Stadium, Margao | 28 janvier, Fatorda Stadium, Margao |
|  | 26 janvier, Fatorda Stadium, Margao | 26 janvier, Fatorda Stadium, Margao |          |   | 28 janvier, Fatorda Stadium, Margao | 28 janvier, Fatorda Stadium, Margao |
|  | Mozambique                          | 1                                   |          |   | 28 janvier, Fatorda Stadium, Margao | 28 janvier, Fatorda Stadium, Margao |
|  | Mozambique                          | 1                                   |          |   | 28 janvier, Fatorda Stadium, Margao | 28 janvier, Fatorda Stadium, Margao |
|  | Sri Lanka                           | 0                                   |          |   | 28 janvier, Fatorda Stadium, Margao | 28 janvier, Fatorda Stadium, Margao |
|  | Sri Lanka                           | 0                                   | Inde     | 3 |                                     |                                     |
|  | 25 janvier, Fatorda Stadium, Margao |                                     | Inde     | 3 |                                     |                                     |
|  |                                     | Mozambique                          | 2        |   |                                     |                                     |
|  | Inde                                | Mozambique                          | 2        | 2 |                                     |                                     |
|  | Inde                                |                                     |          | 2 |                                     |                                     |
|  | Macao                               | 0                                   |          |   |                                     |                                     |
|  | Macao                               | 0                                   | 3e place |   |                                     |                                     |
|  |                                     |                                     |          |   |                                     |                                     |
|  | 28 janvier, Fatorda Stadium, Margao |                                     |          |   |                                     |                                     |
|  |                                     |                                     |          |   |                                     |                                     |
|  | Sri Lanka                           | 3                                   |          |   |                                     |                                     |
|  | Sri Lanka                           | 3                                   |          |   |                                     |                                     |
|  | Macao                               | 0                                   |          |   |                                     |                                     |
|  | Macao                               | 0                                   |          |   |                                     |                                     |

##### Demi-finales
| 25 janvier 2014 | Mozambique     | 1 – 0 | Sri Lanka | Fatorda Stadium, Margao, Goa, Inde |
|                 | Miquissone 92e |       |           |                                    |

| 26 janvier 2014 | Inde                                             | 2 – 0 | Macao | Fatorda Stadium, Margao, Goa, Inde |
|                 | Brandon Fernandes 17e · Sahil K. De Norhonha 89e |       |       |                                    |
|                 | (rapport)                                        |       |       |                                    |

##### Troisième place
| 28 janvier 2014 | Sri Lanka                                                  | 3 – 0 | Macao | Fatorda Stadium, Margao, Goa, Inde |
|                 | Landa Ishan 10e · H H Chandrathna 58e · Johar M Zorwan 72e |       |       |                                    |
|                 | (rapport)                                                  |       |       |                                    |

##### Finale
| 28 janvier 2014 | Inde                                                            | 3 – 2 | Mozambique                    | Fatorda Stadium, Margao, Goa, Inde |  |
|                 | Meldon D’Silva 3e · Brandon Fernandes 41e · Myron Fernandes 51e |       | 24e Dercio Matimbe · 72e Luis |                                    |  |
|                 | (rapport)                                                       |       |                               |                                    |  |

## Classement des buteurs
2 buts    
- Choi Weng Hou
- Johar M Zorwan
- Brandon Fernandes

1 but  
- Bastos
- Jorge Nato
- Landa Ishan
- H H Chandrathna
- Rathnake
- Alexandre Guambe
- Richard Costa
- Dercio Matimbe
- Luis
- Miquissone
- Umesh Harijan
- Mander Rao Dessai
- Sahil K. De Norhonha
- Meldon D’Silva
- Myron Fernandes